# Prithvi Narayan Shah

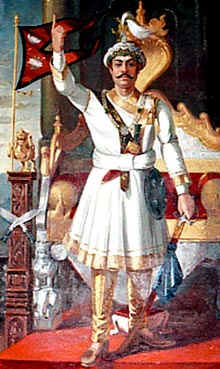
Prithvi Narayan Shah

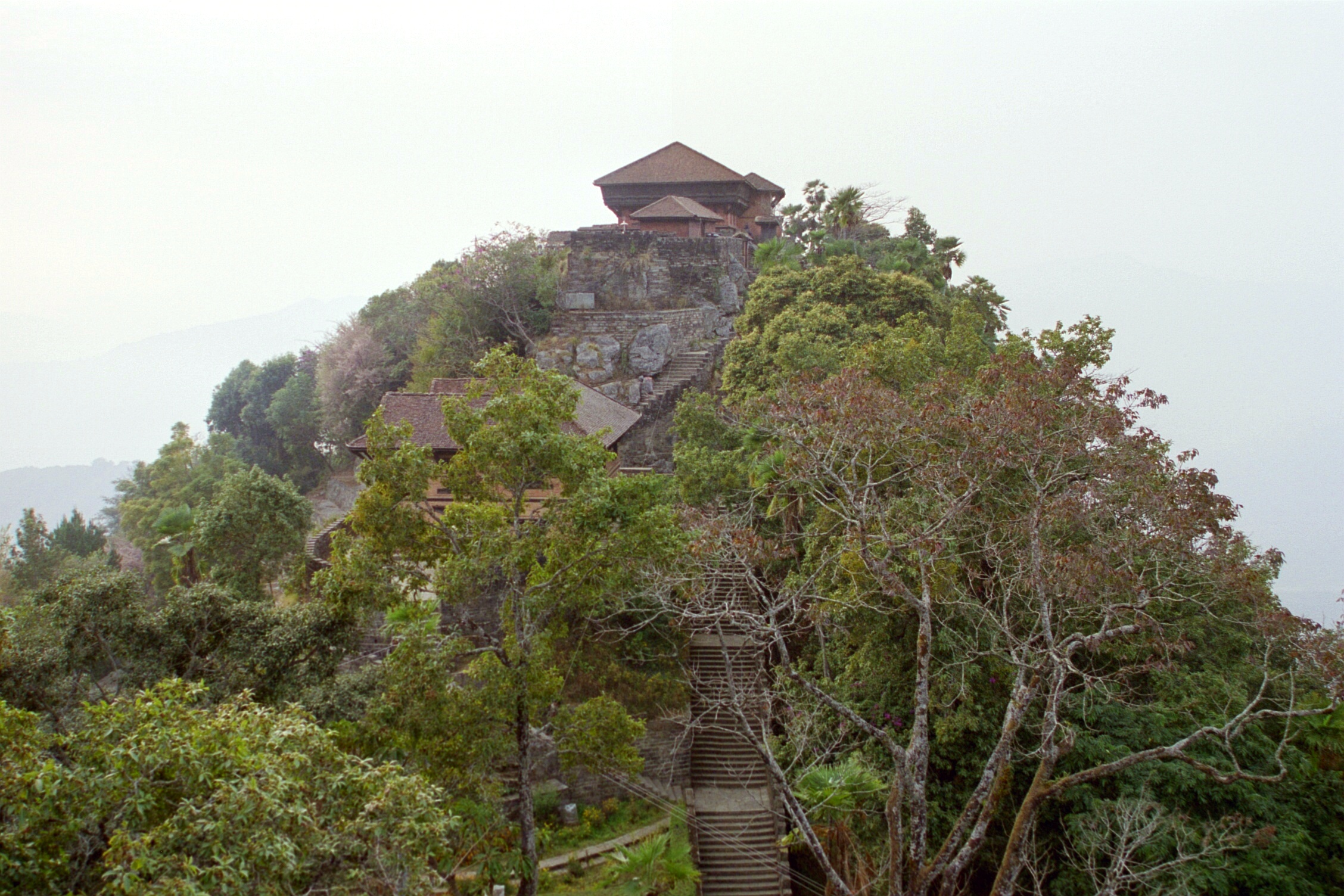
Königspalast (Stammburg) der Shah-Dynastie in Gorkha

Prithvi Narayan Shah (* 1722; † 1775; Nepali: पृथ्वीनारायण शाह Prithvi Nārāyaṇ Shah) gilt als Begründer Nepals, der durch Kriege und Annexionen die Vereinigung der zahlreichen kleinen Fürstentümer zum Königreich Gorkha und damit zum Staat Nepal betrieb, den er als Asal Hindustan („Wahres Hindustan“) bezeichnete.

## Leben
Prithvi Narayan Shah war in 9. Generation Nachfolger des Dravya Shah (1559–1570), des Begründers der Shah-Dynastie von Gorkha. Die Vorfahren waren Sisodia-Rajputen aus Chittorgarh im heutigen Rajasthan, die sich auf der Flucht vor den arabischen Invasoren im Gebiet des heutigen Distriktes Gorkha in Nepal niederließen. Das Fürstentum Gorkha war eines von etwa 50 Fürstentümern, die auf dem Gebiet des heutigen Nepal bestanden. Prithvi Narayan Shah folgte im Jahr 1743 seinem Vater Nara Bhupal Shah auf den Thron.
Prithvi Narayan Shahs Annexionspolitik begann im Jahr 1744 mit der Einnahme Nuwakots, das zwischen Gorkha und dem Kathmandutal lag. Danach besetzte er schrittweise die Höhen um das Kathmandutal; mit der Blockierung des Kutipasses (1756) war das Tal von der Außenwelt abgeschlossen und der Handel mit Tibet und dem Mogulreich (Indien) unterbrochen. Bei der Einnahme des Tales stießen die Gorkhali auf heftigen Widerstand und konnten Kirtipur erst im dritten Anlauf einnehmen. Die erbosten Eroberer rächten sich mit Mord und Verstümmelungen an der Stadtbevölkerung. In den folgenden Jahren nahmen die Gorkhali die benachbarten Königreiche von Kathmandu, Patan und schließlich Bhaktapur ein, womit das ganze Tal unter ihre Herrschaft geriet. Narayan Shah verlegte daraufhin im Jahr 1768 seine Hauptstadt von Nuwakot nach Kathmandu. Danach drängten die Gorkhali weiter nach Osten; im Jahr 1773 wurden nacheinander die Sen-Königreiche Chaudandi und Vijaypur erobert.
In den Divya Upadesh stellte Prithvi Narayan Shah neun Prinzipien und Leitlinien zusammen, nach denen sein Reich regiert werden sollte und seine Weitsicht erkennen lassen. Darin beschreibt er z. B. Nepal als eingeklemmt zwischen zwei „Felsen“, wobei er mit letzteren die Nachbarn China und Indien meinte. Deshalb sollte sein Reich die Stärken dieser Nachbarn im Auge behalten und immer eine Politik der Verhandlungen und des Ausgleichs verfolgen. Diese Leitlinie gilt in Nepal bis heute. In den Divya Upadesh mahnt Prithvi Narayan auch, freundschaftliche Beziehungen zu China zu pflegen und vor den Briten auf der Hut zu sein. In der Tat kam es mit den Engländern im Jahr 1814 zum Krieg, was der Expansion Gorkhas ein Ende bereitete.

## Nachfolge
Prithvi Narayan Shah starb im Januar 1775 im Alter von 52 Jahren. Den Thron bestieg sein Sohn Pratap Singh Shah, der jedoch schon nach zwei Jahren starb. Die Krone ging an dessen erst zweijährigen Sohn Rana Bahadur Shah. Prataps jüngerer Bruder und Onkel des Thronfolgers, Bahadur Shah, führte die Annexionspolitik Narayan Shahs fort.